# Silnice III/1794
Silnice III/1794 je silnice III. třídy v okrese Karlovy Vary v Karlovarském kraji. Je dlouhá 9,612 km. Až do roku 2008 se jednalo o silnici II. třídy s označením II/179. Ke změně došlo rozhodnutím Karlovarského kraje ze dne 20. května 2008 na základě žádosti Krajské správy a údržby silnic Karlovarského kraje ze dne 25. dubna 2008.

## Vedení silnice

### Karlovarský kraj, okres Karlovy Vary
- Útvina (křiž. I/20, III/1791)
- Přílezy (křiž. III/1792, III/1793)
- Český Chloumek
- Javorná (křiž. II/208)